# Rauf Orbay
Hüseyin Rauf Orbay (ur. 27 lipca 1881  w Stambule, zm. 16 lipca 1964 tamże) – turecki wojskowy, dyplomata i polityk, oficer marynarki wojennej Imperium Osmańskiego, premier Turcji w latach 1922–1923.

## Życiorys
Hüseyin Rauf służył początkowo jako oficer marynarki Imperium Osmańskiego. W latach 1908–1911 był dowódcą krążownika torpedowego „Peyk-i Şevket”. Był aktywny politycznie, przystąpił do modernizacyjnego ruchu Komitetu Jedności i Postępu i miał udział w kryzysie prowadzącym do detronizacji sułtana Abdülhamida II. W 1911 roku, po internowaniu „Peyk-i Şevket” w Port Saidzie podczas wojny włosko-tureckiej, udał się do Stambułu i objął dowództwo krążownika „Hamidiye”. Służył na nim podczas I wojny bałkańskiej. Między 14 stycznia a 7 września 1913 roku odbył nim rejs rajderski przeciw żegludze i siłom greckim na wschodnim Morzu Śródziemnym i Morzu Adriatyckim, zachodząc też na Morze Czerwone. Stało się to jednym z najbardziej znanych na świecie sukcesów tureckich tej wojny.
Po wojnie bałkańskiej służył w Ministerstwie Marynarki, planując budowę nowych okrętów. Miał być dowódcą budowanego w Wielkiej Brytanii nowoczesnego pancernika „Sultan Osman I”, lecz został on ostatecznie zarekwirowany przez rząd brytyjski po wybuchu wojny. Podczas I wojny światowej brał udział w misjach politycznych, między innymi próbując wciągnąć Persję do wojny po stronie państw centralnych. Pod koniec wojny, od 14 września do 23 listopada 1918 roku był ministrem marynarki i w tej roli podpisał ze strony tureckiej 30 października rozejm w Mudros, kończący działania wojenne z państwami ententy. Poparł następnie Mustafę Kemala Atatürka.
Od 12 lipca 1922 roku do 4 sierpnia 1923 roku był premierem Turcji. W późniejszym okresie udał się za granicę na skutek rozbieżności z Atatürkiem, skąd powrócił do Turcji w lipcu 1935 roku. W 1935 roku, na skutek nowej ustawy o nazwiskach, przyjął nazwisko Rauf Orbay. W październiku 1939 roku został posłem do parlamentu.